# Cette-Eygun
Cette-Eygun (en euskera Zeta-Igun, en occitano Cèta-Eigun) es una población y comuna francesa, en la región de Aquitania, departamento de Pirineos Atlánticos, en el distrito de Oloron-Sainte-Marie y cantón de Accous.

## Demografía
| 461 | 448 | 442 | 525 | 470 | 510 | 475 | 476 | 461 | 453 | 434 | 405 | 383 | 412 | 378 | 414 | 415 | 426 | 405 | 430 | 686 | 480 | 323 | 285 | 213 | 201 | 166 | 178 | 143 | 103 | 89 | 95 | 81 |
| Para los censos de 1962 a 1999 la población legal corresponde a la población sin duplicidades (Fuente: INSEE [Consultar]) |     |     |     |     |     |     |     |     |     |     |     |     |     |     |     |     |     |     |     |     |     |     |     |     |     |     |     |     |     |    |    |    |